# Aeroportul Treinta y Tres
Aeroportul Treinta y Tres (IATA: TYT, ICAO: SUTR) este un aeroport din Uruguay ce deservește zona Treinta y Tres⁠(d). A fost numit după zona deservită.
Situat la o altitudine de 46 m, aeroportul dispune de o singură pistă.